# Isotes cinctella
Isotes cinctella es una especie de insecto coleóptero de la familia Chrysomelidae.
Fue descrita científicamente en 1844 por Chevrolat.